# سليم الهلالي
سليم الهلالي (30 يوليو 1920 - 25 يونيو 2005) الاسم عند الولادة سيمون الهلالي، هو مغني جزائري عربي هلالي عزف الموسيقى الكلاسيكية الأندلسية والموسيقى الجزائرية.

## مسيرته
خلّف الهلالي مئات الأغاني بلهجات بلدان شمال إفريقيا والمنطقة المغاربية، إضافة إلى اللغتين الفرنسية والإسبانية، وجمع في أغانيه ألوانا موسيقية متنوعة (الأنغام المغربية والجزائرية والتونسية وحتى المشرقية)، واستطاع بأغانيه أن يشد إليه انتباه المستمع الغربي الذي أطلعه سليم الهلالي على أسرار وفتنة وسحر الغناء العربي في بُعديه الشرقي والمغاربي.
وقبل أن يعانق الهلالي الشهرة والمجد، عاش ظروفا صعبة جدا، وكانت حياته مليئة بالمنعرجات، بدءا بميلاده سنة 1920 بمدينة “عنابة” الجزائرية من أسرة تتحدر من قبائل بني هلال الوالد فيها من أصول عربية هلالية من قبيلة بني هلال والأم من عائلة يهودية عربية 
في سن الرابعة عشرة، انتقل الهلالي إلى «مرسيليا» الفرنسية على متن سفينة لنقل الأغنام، وقضى هناك ثلاث سنوات عانى فيها شظف العيش، إلى أن أتيحت له فرصة اللقاء بالفنان المسرحي الجزائري محيى الدين بشطارزي ومحمد الكمال، خلال مناسبة فنية بباريس، وعن طريقهما توجه إلى الغناء بعدما لمسا فيه الموهبة، فالتحق بفرقة تدعى “المطربية” أسسها الفنان اليهودي الجزائري إدمون يافيل ناتال وصار يؤدي معها ألوانا غنائية مختلفة ضمن جولات فنية طافت بأرجاء أوروبا عانق فيها سليم النجومية من أوسع أبوابها وفي ظرف وجيز، بفضل شخصيته الفنية وأسلوب أدائه المتفرد.
خلال مقامه بفرنسا بداية الأربعينات، وهي الفترة نفسها التي تزامنت مع حكومة فيشي الموالية للنازية والمعادية لليهود، وجد سليم الهلالي نفسه مطاردا، فلم يوفر له الحماية سوى إمام مسجد باريس سي قدور بن غبريط الذي ساعده في الإفلات من قبضة حلفاء النازية بفرنسا.
وفي نهاية الأربعينات، انتقل الهلالي إلى المغرب وتحديدا إلى الدار البيضاء التي سيؤسس بها ملهى “الديك الذهبي”، حيث ساهم هذا الملهى في بروز العديد من الأسماء الغنائية المغربية التي أثثت أمسياته مثل الحاجة الحمداوية والمطربة لطيفة أمل وعازف العود الشهير عمر الطنطاوي والفنان الجيلالي بن سالم (دجيمي) والمعطي بنقاسم وغيرهم.
وبعد سنوات، عاد سليم الهلالي، خلال النصف الثاني من الستينات، إلى فرنسا واعتزل بمدينة “كان” لسنوات، قبل أن يعود بداية السبعينات، بألبوم غنائي شكل نقلة نوعية في مساره الغنائي، تضمن مجموعة من الأغاني باللغة الفرنسية، وكانت المرة الأولى التي حاول فيها مطرب شرقي، فرض اسمه في الأوساط الفنية الغربية بأغاني عربية الطابع والملامح، بالاستعانة بموسيقيين وعازفين أوربيين.
خلف سليم الهلالي العديد من الأغاني التي ظلت راسخة في أذهان الناس، وظلوا يتغنون بها رغم أن الكثير منهم لم يكن يدرك صاحبها الأصلي، منها و”اللي قلبو صافي” و”منيرة” و”عشقت طفلة أندلسية” إلى غيرها من الروائع، منها ما هو منسوب إلى الهلالي نفسه، ومنها أغان قديمة بعث فيها الروح من جديد وأعاد تقديمها كما هو الشأن بالنسبة إلى أغاني الشيخ العفريت و بعض الاغاني الشعبية المغربية مثل"محني الزين" و "الالا يلالي" .

## وفاته
قضى الهلالي سنواته الأخيرة في عزلة عن الأضواء بدار للعجزة بمدينة “كان”، حتى توفي في 25 يونيو من سنة 2005.